# Inter alia desiderabilia
Inter alia desiderabilia was een pauselijke bul, uitgevaardigd op 20 maart 1245 door paus Innocentius IV, waarin hij een aanklacht tegen koning Sancho II van Portugal indiende  en opriep tot de afzetting van Sancho II.

## Voorgeschiedenis
Hoewel paus Alexander III in 1179 de onafhankelijkheid van Portugal had erkend, verliep de samenwerking tussen de kerk en staat moeizaam. Om de erkenning van de paus te verkrijgen had Alfons I van Portugal verschillende concessies richting de kerk moeten toestaan, waardoor de kerk binnen Portugal een belangrijke factor werd. 
Sancho’s vader, Alfons II van Portugal, had geprobeerd de invloed van de kerk ( met name met betrekking tot het innen van belastinggelden) te beperken, wat geleid had tot de excommunicatie van Alfons. Sancho probeerde dit geschil te beslechten door te beloven de eisen van de kerk in te zullen willigen, maar doordat hij meer gericht was op het verslaan van de Moren in het het zuiden van het land, kwam er niets van terecht, wat uiteindelijk leidde tot zijn eigen excommunicatie.
In 1245, mede onder invloed van de aartsbisschop van Porto, besloot Innocentius IV de tekortkomingen van Sancho II te beschouwen als een vorm van ketterij, waardoor hij niet langer meer gerechtigd was om plaats te hebben op de Portugese troon. Uiteindelijk zou Sancho in 1247 aftreden als koning.   